# Amphiascus humphriesi
Amphiascus humphriesi är en kräftdjursart som beskrevs av K. M. Roe 1960. Amphiascus humphriesi ingår i släktet Amphiascus och familjen Diosaccidae. Inga underarter finns listade i Catalogue of Life.